# Jana Paulová
Jana Paulová (* 19. února 1955 Praha) je česká herečka, působila i jako zpěvačka a konferenciérka. Studia herectví na DAMU ukončila v roce 1976. Je manželkou hudebníka Milana Svobody, má dvě dcery.

## Život
Pochází z umělecké rodiny, její otec František Paul a její matka Eva Šenková byli herci a operetní zpěváci.
Zpočátku byla na volné noze bez stálého angažmá, později hrála v Divadle Semafor a hostovala na dalších pražských scénách Hudební divadlo v Karlíně, Divadlo E. F. Buriana), od roku 1987 je členkou Městských divadel pražských, hostuje však i na dalších pražských scénách.
Spolu s Jakubem Prachařem účinkuje rovněž v materiálu ŘSD propagujícím výstavbu dálnice D8 přes České středohoří.
Od roku 2016 hraje Jarmilu Kočkovou v seriálu Ordinace v růžové zahradě 2.
V roce 2024 byla Českou televizí představena jako jedna z osobností, která se zúčastní třinácté řady taneční soutěže StarDance.

### Aktivity v Indii
Indie je její oblíbenou zahraniční destinací. Naplánovala a s využitím sponzorských peněz zde založila školu pro sirotky.

## Vzpomínková kniha
- Jak běžet do kopce. Brumovice : Carpe diem, 2006. 147 s. ISBN 80-86362-63-9 (zážitky z cest a cestování, autobiografické vzpomínky)